# Eugen Liška
Eugen Liška (26. října 1920, Pozdišovce – 29. března 1997, Praha) byl český spisovatel křesťanské orientace.

## Život
Narodil se na Slovensku, kam byl odvelen jeho otec, voják. V roce 1927 otec zemřel. Gymnázium Liška vychodil v Litovli, kde roku 1940 odmaturoval. Další závěrečnou zkoušku absolvoval ještě v roce 1941 na učitelském ústavu v Kroměříži. V roce 1943 byl totálně nasazen na práci v nacistické říši, pracoval v Magdeburgu. Z totálního nasazení byl ovšem uvolněn po zánětu slepého střeva, takže závěr války nakonec strávil v českých zemích, jako úředník pracovního úřadu. Po osvobození krátce učil na měšťance v Praze. V roce 1946 nastoupil do Státního úřadu plánovacího (později přejmenovaného na Státní plánovací komisi), kde pracoval až do odchodu do důchodu v roce 1980 jako úředník. Během zaměstnání si dodělával vysokou školu, studoval filozofii na Filozofické fakultě Univerzity Karlovy, avšak ke státní zkoušce byl připuštěn až s odstupem let, v roce 1971. V roce 1991 si udělal doktorát.

## Dílo
V roce 1962 napsal divadelní hru Chléb, který jíte, kterou ve stejném roce inscenovalo Státní divadlo v Brně v režii Miloše Hynšta. O rok později hru zinscenovala i Československá televize. Jde o dramatické ztvárnění života lidí na pohraniční farmě. V roce 1970 vydal své neoceňovanější dílo, historický román Povolaní. Později napsal dvě volná pokračování tohoto románu, která vyšla posmrtně: Ospravedlnění (vyšlo 2018) a Milovaní (vyšlo 2015). V roce 2015 rovněž vyšla jeho básnická sbírka Maranatha, o dva roky později román Trpaslík. O oživení jeho díla, z něhož velká část zůstala v rukopisech, se stará jeho vnuk, filmový režisér a scenárista Eugen Liška ml.